# 鈴木若葉
鈴木若葉（すずき わかば、1970年6月13日 - ）は、埼玉県富士見市出身の日本の柔道家。

## 人物
小学校2年の時に柔道を始める。
中学の時から全日本体重別の48キロ級では上位に位置するも、一つ下のライバルである江崎史子に勝てず代表にはなれず。川越女子高等学校から埼玉大学に進学するが、オーバートレーニングの影響などもあって、52キロ級に階級を変更する。その後、埼玉大の大学院に入学した1993年に、バルセロナオリンピック銀メダリストで大学の1つ後輩である溝口紀子に見事な一本勝ちをして同年の世界選手権代表に選ばれる。世界選手権では前年のオリンピック覇者のアルムデナ・ムニョスに敗れるが、1987年世界選手権の覇者で試合巧者のシャロン・レンドルに競り勝ち3位となる。
世界選手権以降は1996年の五輪代表候補にも名が挙がるが、1994年に24歳で引退。現在は淑徳大学女子柔道部の監督を務める。

## 主な戦績
- 1986年、1987年　- 全日本女子柔道体重別選手権大会2位
- 1986年　-　福岡国際　3位
- 1987年　-　環太平洋選手権大会　優勝
- 1987年　-　福岡国際　2位
- 1988年　-　全国高等学校柔道選手権大会　優勝
- 1988年　-　アジア柔道選手権大会　2位
- 1989年　-　福岡国際　3位
- 1992年　-　学生体重別　2位
- 1993年　-　ハンガリー国際　優勝
- 1993年　-　選抜体重別　優勝
- 1993年　-　世界柔道選手権ハミルトン大会　3位